# Haus Rue des Avocats 10 / Rue du Congrès 7 (Châtillon-sur-Seine)

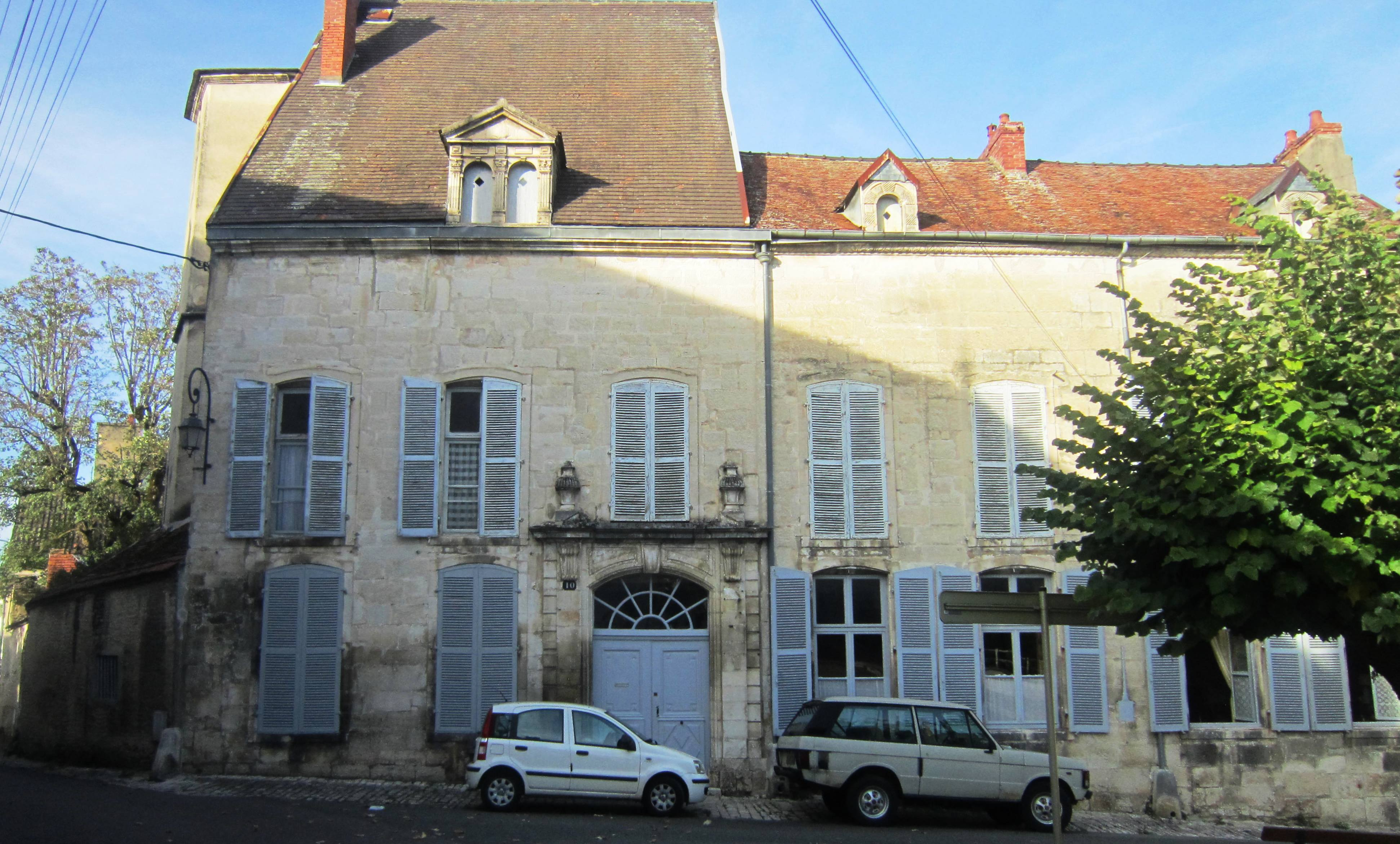
Fassade des Hauses in der Rue des Avocats

Das Haus Rue des Avocats 10 / Rue du Congrès 7 ist ein Stadtpalais aus dem 17. Jahrhundert in der französischen Stadt Châtillon-sur-Seine. Es steht seit dem 14. Dezember 1987 als Monument historique unter Denkmalschutz.

## Lage
Das Haus befindet sich in der Rue des Avocats Ecke Rue du Congrès im Stadtteil Bourg im Süden von Châtillon-sur-Seine. Es grenzt direkt südlich an das Hôtel du Congrès, in dem 1814 der Kongress von Châtillon abgehalten wurde.

## Beschreibung
Das Haus besteht aus mehreren Gebäudeteilen, die sich um zwei Höfe verteilen. Der westliche Hof ist durch eine Kutscheneinfahrt in der Rue du Congrès zugänglich.
Zu den denkmalgeschützten Bestandteilen gehören die Fassaden und Dächer des Hauptgebäudes, die auf den Garten, den Hof und die Rue des Avocats ausgerichtet sind, des Weiteren der sechseckige Treppenturm, der Küchenkamin und der Brunnen.

## Geschichte
Das Stadtpalais wurde wahrscheinlich im zweiten Viertel des 17. Jahrhunderts erbaut. Der Brunnen trägt das Datum 1646 und zeigt das Wappen der Familie Rémond (Rotes Schild mit drei goldenen Rosen). Der Auftraggeber könnte Edme Rémond, königlicher Advokat in der Bailliage Châtillon, oder Claude Rémond, Lieutenant-général der Baillage und Vertreter des Dritten Standes in der Provinzialständeversammlung von Burgund gewesen sein. Vor Ausbruch der Französischen Revolution gehörte das Anwesen Pierre-Hilaire-Joseph de Bruère aus Vaurois, Herr von Rocheprise und Brémur-et-Vaurois sowie Lieutenant-général der Bailliage. Er wohnte dort mit seinen beiden Söhnen, Pierre-Joseph-Rosalie de Bruère, Berater im Parlement von Burgund, und Hector-Joseph de Bruère, der Bürgermeister von Châtillon und Vertreter des Département Côte-d’Or in der Abgeordnetenkammer während der Restauration war.